# TaleWorlds Entertainment
TaleWorlds Entertainment ist ein türkisches Computerspielentwickler-Unternehmen mit Hauptsitz in Ankara, Türkei. TaleWorlds ist eine offizielle Marke der İkisoft Software Company. Das Studio befindet sich an der Technischen Universität des Nahen Ostens. Das Unternehmen wurde im Jahr 2005 von Armağan Yavuz gegründet und entwickelt seitdem die Computerspielreihe Mount & Blade. Die Teile Mount & Blade, Mount & Blade: Warband und Mount & Blade: With Fire and Sword und das Add-on Mount & Blade: Warband – Napoleonic Wars wurden noch vom Publisher Paradox Interactive veröffentlicht. Mount & Blade II: Bannerlord ist das erste eigens veröffentlichte Spiel.

## Geschichte
TaleWorlds Entertainment wurde von Armağan Yavuz gegründet, der an der Bilkent-Universität Computertechnik studierte. Das Unternehmen entstand, nachdem Mitglieder der Gaming-Community sein Hobbyprojekt Mount & Blade unterstützt hatten, als es sich noch in der Betaphase befand. Das Unternehmen begann, E-Kopien der Betaversion des Spiels online zu verkaufen, wodurch die Entwicklung ihres ersten Spiels durch Einnahmen aus Online-Verkäufen finanziert wurde.
TaleWorlds Entertainment veröffentlichte sein erstes Spiel im Jahr 2008 und konnte weltweit über eine Million Exemplare verkaufen. Der Umsatz belief sich auf über drei Millionen Dollar. Als Fortsetzung entwickelte das Unternehmen sein zweites Spiel Mount & Blade: Warband.
Im Jahr 2012 wurde bekannt gegeben, dass TaleWorlds Entertainment an einem neuen Spiel für die Mount & Blade-Reihe mit dem Titel Mount & Blade II: Bannerlord arbeitete. Im Jahr 2019 wurde eine Early-Access-Version des Spiels angekündigt, die am 30. März 2020 veröffentlicht wurde. Das Spiel wurde offiziell am 25. Oktober 2022 veröffentlicht.

## Spiele
- Mount & Blade (2008)
- Mount & Blade: Warband (2010)
  - Mount & Blade: Warband – Napoleonic Wars (2012)
  - Mount & Blade: Warband – Viking Conquest (2014)
- Mount & Blade: With Fire and Sword (2011)
- Mount & Blade II: Bannerlord (2022)